# داريو تندا
داريو تندا (بالهولندية: Dario Tanda)‏ (2 يناير 1995 بديفينتر في هولندا - ) هو لاعب كرة قدم هولندي في مركز الوسط. شارك مع منتخب هولندا تحت 17 سنة لكرة القدم. أما مع النوادي، فقد لعب مع بي إي سي زفوله وتفينتي أنشخيدة وغو أهد إيغلز وJong FC Twente ‏.